# Никола Щерев (революционер)
Никола Щерев, известен като Кольо Мъжкото, е български революционер, кукушки войвода на Вътрешната македоно-одринска революционна организация.

## Биография
Роден е в Богородица, Солунско, в Османската империя, днес в Гърция. Става четник при Иванчо Карасулията и взема участие в пленяването на Туран бей. Кольо Мъжкото води тричасово сражение с турска войска и башибозук на 20 март 1899 година в Гавалянци, Кукушко, погрешно отбелязано в Мемоара на Вътрешната организация като „първото сражение на чета на ВМОРО“. В сражението падат един четник и неколцина войници. Отново се сражава с четата си през март 1903 година при Оризарци, Ениджевардарско с турска войска и башибозук.